# Орле-Велике
Орле-Велике (пол. Orle Wielkie) — село в Польщі, у гміні Хжипсько-Велике Мендзиходського повіту Великопольського воєводства.
Населення — 233 особи (2011).
У 1975-1998 роках село належало до Познанського воєводства.

## Демографія
Демографічна структура станом на 31 березня 2011 року:
|          | Загалом | Допрацездатний вік | Працездатний вік | Постпрацездатний вік |
| -------- | ------- | ------------------ | ---------------- | -------------------- |
| Чоловіки | 116     | 32                 | 78               | 6                    |
| Жінки    | 117     | 29                 | 70               | 18                   |
| Разом    | 233     | 61                 | 148              | 24                   |